# Пермський державний технічний університет
Пермський державний технічний університет (рос. Пермский государственный технический университет) заснований в 1953 році як Пермський гірський інститут, в 1960 році на базі гірського і вечірнього машинобудівного інститутів, а також філіалу Північно-західного політехнічного інституту, організований Пермський політехнічний інститут. У 1993 році інституту надано статус державного технічного університету.
Адміністративний корпус і 4 факультети ПДТУ розташовані в центральній частині міста Пермі, решта факультетів — у так званому Комплексі ПДТУ в сосновому бору на правому березі річки Ками.
Підготовка науково-педагогічних кадрів ведеться в університеті за системою докторантури з 7 наукових напрямів, що включають 16 спеціальностей і за системою аспірантури з 12 наукових напрямів, що включають 54 спеціальності. У університеті працює 4 спеціалізованих Ради із захисту докторських дисертацій з 7 спеціальностей і 5 спеціалізованих Рад із захисту кандидатських дисертацій з 10 спеціальностей.